# Tamme eend

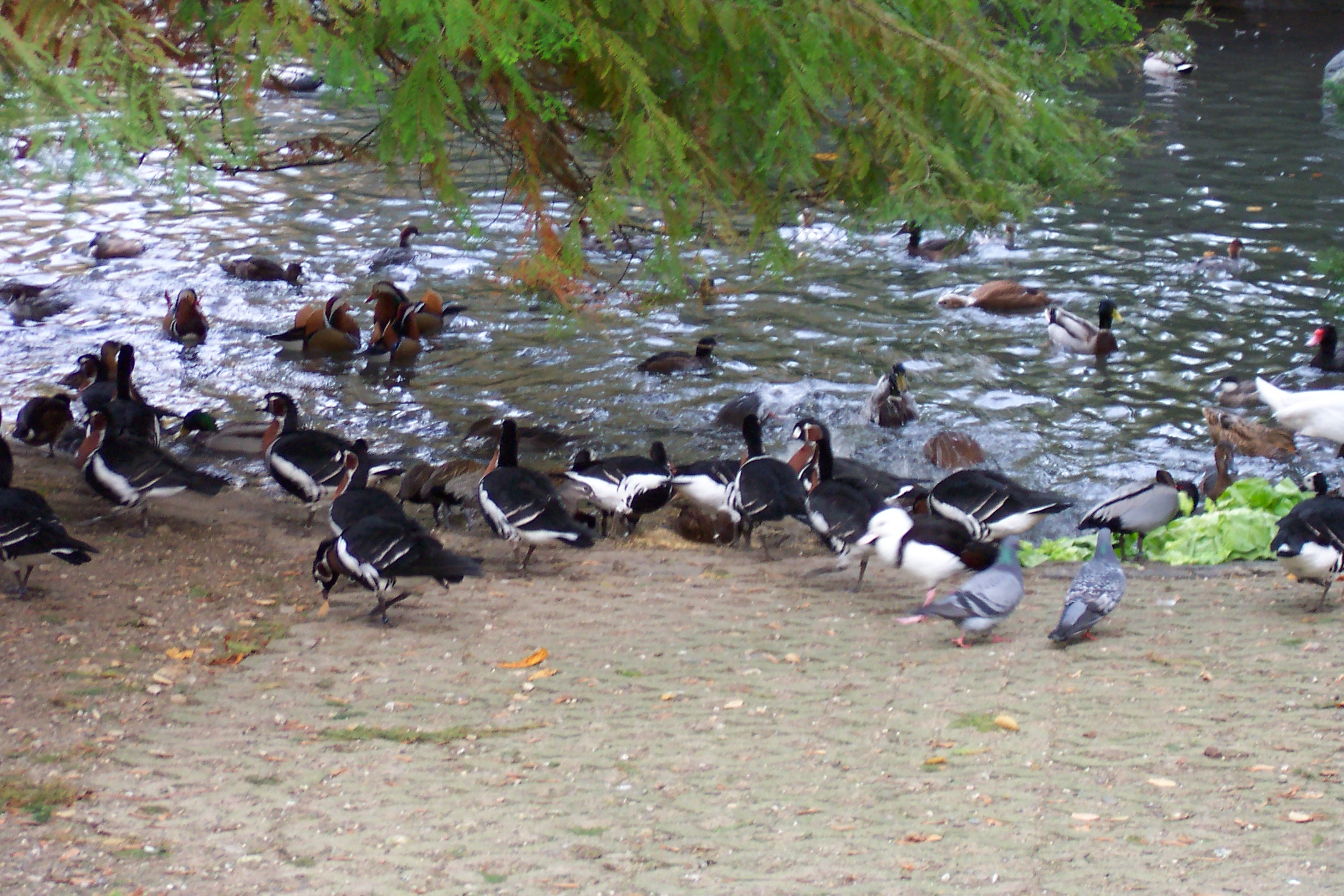
Een eendenvijver in een dierentuin met onder meer wilde eenden, mandarijneenden en roodhalsganzen.

De tamme eend, ook wel soepeend of parkeend, is een gedomesticeerde wilde eend (Anas platyrhynchos domesticus of Anas platyrhynchos forma domestica). Parkeenden kunnen kruisingen van pekingeenden of witte kwakers met wilde eenden zijn, maar het kunnen ook kruisingen van parkeenden met andere, tamme eendensoorten zijn, die bijvoorbeeld als sierwatervogel in een eendenvijver worden gehouden.

## Kruisingen met sierwatervogels
In Nederland worden regelmatig hybriden van wilde eenden met krakeenden, krooneenden, muskuseenden en andere eendensoorten waargenomen.
Soms worden deze vogels door vogelaars met de naam Anas unox aangeduid omdat het, met name bij de vrouwtjes, moeilijk kan zijn om te bepalen welke eendensoorten aan de uiterlijke kenmerken van een hybride exemplaar hebben bijgedragen.
De muskuseend werd in het verleden door Nederlandse boeren voor de eieren en voor de slacht gehouden. Onder de eenden die als sierwatervogel in eendenvijvers en dierenparken worden gehouden zijn onder andere inheemse eendensoorten, zoals tamme tafeleenden, pijlstaarten, brilduikers en wintertalingen, en exoten en dwaalgasten, zoals carolina-eenden, mandarijneenden, krooneenden, harlekijneenden, ijseenden en rosse stekelstaarten.

## Parkeenden vs. wilde eenden
Over de vraag of een parkeend een "echte" wilde eend is verschillen de "preciezen" en de "rekkelijken" onder de dierenvrienden, vogelaars en natuurbeschermers, vaak van mening. Een bonafide poelier zal zijn klanten geen parkeend uit het gemeentelijk plantsoen als "wilde eend" verkopen, en een Chinees restaurant zal een klant geen parkeend als pekingeend serveren, omdat het vlees van parkeenden meestal taai is en vaak onaangenaam ruikt en smaakt. De eendenvijvers in plantsoenen zijn vaak aangelegd om na noodweer het overtollige rioolwater uit een overstort in op te vangen, zodat de bodem van eendenvijvers, waar grondeleenden het grootste deel van hun voedsel vandaan halen, met rioolslib bedekt kan zijn.
Daarnaast worden watervogels in plantsoenen met oud brood gevoerd, wat de smaak van het eendenvlees evenmin ten goede komt. Een eend die door een eendenboer met goed voer in een schone eendenvijver is opgekweekt, smaakt veel beter dan een parkeend uit een stadsplantsoen. Schuwe eenden en ganzen, die door een kooiker in een eendenkooi zijn gevangen of door jagers zijn geschoten, smaken veel beter dan parkeenden en parkganzen omdat ze in het open veld gevarieerd, smakelijk en gezond voedsel bij elkaar hebben gescharreld.

## Eendenrassen
Er bestaan veel verschillende gedomesticeerde (tamme) eendenrassen. Hieronder staat een overzicht van de bekendste rassen:
- Ancona
- Aylesbury
- Bali-eend
- Campbell-eend
- Ekstereend
- Hollandse kuifeend of Crested
- Hollandse kwaker
- Indische loopeend
- Muskuseend of Kaapse eend
- Noord-Hollandse krombekeend
- Noord-Hollandse witborsteend
- Orpington
- Overbergse eend
- Pekingeend
- Pommerse eend
- Rouaaneend of Roueneend
- Saksen eend
- Silver Appleyard
- Streicher eend
- Welsh Harlequin
- Zweedse blauwe eend